# Wejherowo (gmina)
Wejherowo est une gmina rurale du powiat de Wejherowo, Poméranie, dans le nord de la Pologne. Son siège est la ville de Wejherowo, bien qu'elle ne fasse pas partie du territoire de la gmina.
La gmina couvre une superficie de 194,08 km2 pour une population de 18 688 habitants en 2016.

## Géographie
La gmina inclut les villages de Biała, Białasowizna, Bieszkowice, Bolszewo, Borowo, Burch, Cierżnia, Gacyny, Głodówko, Gniewowo, Góra, Gościcino, Gwizdówka, Kąpino, Kniewo, Kotłówka, Krystkowo, Łężyce, Małe Gowino, Marianowo, Miga, Młynki, Nowiny, Nowy Dwór Wejherowski, Orle, Paradyż, Pętkowice, Piecewo, Pińskie, Pnie, Polnica, Prajsów, Prymków, Pryśniewo, Reszki, Rogulewo, Sopieszyno, Sopieszyno-Wybudowanie, Ustarbowo, Warszkowo, Warszkowski Młyn, Wielkie Gowino, Wosów, Wygoda, Wyspowo, Zamostne, Zbychowo, Zielony Dwór et Zybertowo.
La gmina borde les villes de Gdynia, Reda, Rumia et Wejherowo, et les gminy de Gniewino, Krokowa, Luzino, Puck et Szemud.